# Lophostreptus luridus
Lophostreptus luridus är en mångfotingart som beskrevs av Carl Graf Attems 1934. Lophostreptus luridus ingår i släktet Lophostreptus och familjen Spirostreptidae. Inga underarter finns listade i Catalogue of Life.